# Xenandra agrestis
Xenandra agrestis är en fjärilsart som beskrevs av Hans Ferdinand Emil Julius Stichel 1929. Xenandra agrestis ingår i släktet Xenandra och familjen Riodinidae. Inga underarter finns listade i Catalogue of Life.